# ロックアイランド群と南ラグーン
ロックアイランド群と南ラグーン（ロックアイランドぐんとみなみラグーン）は、パラオのコロール州に点在する445の島々で構成されるロックアイランド（群）、およびそれらが位置するパラオ諸島を囲むラグーンの南部海域を対象とするUNESCOの世界遺産リスト登録物件である。マッシュルーム状の緑の島々や紺碧の海が織りなす自然美、さらにマリンレイクと呼ばれる汽水湖の一種を世界で最も多く擁する固有種の多い生態系や、絶滅危惧種を含む生物多様性などが評価された。また、気候変動や人口増加による資源の枯渇に直面した人類の足跡をとどめる考古遺跡なども評価され、パラオ初の世界遺産（複合遺産）となった。

## 登録経緯
パラオの世界遺産条約締約は2002年6月11日のことで、この物件が世界遺産の暫定リストに記載されたのは2007年11月6日のことであった。
パラオ当局は2010年に世界遺産センターを通じて、推薦準備などのために30,000ドル（USD）の援助を受け、正式な推薦書を2011年2月1日に世界遺産センターに提出し、受理された。なお、その年の第35回世界遺産委員会ではパラオがミクロネシア連邦と共同推薦していた別の候補「パラオとヤップのヤップ石貨遺跡群」が審議されたものの、登録延期となり、パラオ初の世界遺産登録には至らなかった。
ロックアイランド群と南ラグーンに対しては、翌年の審議に先立ち、諮問機関の勧告が出された。文化遺産要素について、国際記念物遺跡会議（ICOMOS）は顕著な普遍的価値を認めたものの、構成資産の調査の推進や管理計画の補完などの課題を指摘し、「情報照会」を勧告した。他方、自然遺産要素について、国際自然保護連合（IUCN）は「登録」を勧告した。これらの勧告を踏まえて行われた第36回世界遺産委員会での審議では、自然遺産要素のみでなく、文化遺産要素についても逆転で認められ、複合遺産としての登録となった。パラオ初の世界遺産であるとともに、複合遺産の登録は、オセアニアではオーストラリア（4件）、ニュージーランド（1件）に次いで6件目、トンガリロ国立公園（複合遺産としての拡大登録は1993年）以来、約20年ぶりとなった。

### 登録名
世界遺産としての正式登録名は、Rock Islands Southern Lagoon（英語）、Lagon sud des îles Chelbacheb（フランス語）である。その日本語訳は資料によって以下のような違いがある。
- ロックアイランド群と南ラグーン - 地球の歩き方[8]
- 南ラグーンのロックアイランド群 - 日本ユネスコ協会連盟ほか[9][10]
- 南ラグーンのロックアイランド - 西和彦ほか[7][11]
- ロック・アイランドの南部ラグーン - 世界遺産アカデミー[12]
- ロック・アイランドの南部の干潟 - 古田陽久・古田真美[13]
- ロックアイランド・サザンラグーン - 水中造形センター[14]

なお、この登録名は推薦時にパラオ当局が提示したままの名称だが、これには文化的要素が反映されていないため、世界遺産委員会の決議では、将来的に登録名の変更を考慮すべきことが勧告された。

### 範囲
地域としてのロックアイランドは北のコロール島から南のペリリュー島までの間に点在する島々を指すが、世界遺産登録範囲にはコロール島が含まれる一方、ペリリュー島は含まない。その少し北のゲロン島（Ngerechong）やガムリス島（Ngemelis）辺りまでとその海域が範囲である。なお、世界遺産登録範囲は100,200ヘクタール（1,002平方キロメートル）に及ぶが、そのうち陸地の面積はわずか6,000ヘクタール（60平方キロメートル）しかない。

## 文化的要素
ロックアイランドの島々は石灰岩質の島で、かつて定住者がいた頃の考古遺跡などが残されている。
ウーロン島の北西岸には、現在から見ておよそ2,000年から3,000年前に遡る岩絵が残されている。一連の遺跡の中ではウーロン島のものが最古である。また、南西岸にも950年前に遡り、西暦1600年頃に放棄されたと考えられる石造りの村落の遺跡など、長期間にわたる定住の痕跡が残っている。
ガムリス島（Ngemelis）にも石造りの村落の遺跡があるほか、西暦650年から1000年および西暦1250年から1450年のものと考えられる岩陰遺跡などが残っている。
ウルクターブル島（Ngeruktabel）には1530年頃から1730年頃の石造りの集落のほか、ヤップ石貨の切り出し場や作りかけの石貨、岩絵を含む多様な遺跡が残されている。ただし、ガムリス島などと違い、全体の調査はまだ十分ではない。なお、その近隣の島々のひとつにも、石造りの集落や石貨の切り出し場と思われる遺跡が残っている。また、近隣の別の島には、紀元前200年から西暦900年まで1,000年以上にわたって埋葬場所に使われていた洞窟があり、葬礼文化と結びつく様々な工芸品なども出土している。
現在のロックアイランドには無人島ばかりだが、かつての村落が放棄された理由としては、人口の増加に伴う乱獲によって水産資源がなくなり、それが近隣の島々への移住を促したと考えられている。調査が行き届いているガムリス島の場合、微生物や放射性同位体などの研究とあわせ、この島の村落が放棄された原因には、乱獲だけではなく、西暦1450年から1650年ごろに起こった降水量の減少も関わっていたことが明らかにされている。また、ウルクタープル島の場合、人口流出の要因は食糧不足以外に、戦いの影響もあったとされている。バベルダオブ島などに移住した人々の間では、ロックアイランドからの移住の歴史が口承されており、考古遺跡は口承文化とも結びついている。
ロックアイランドの遺跡研究は20世紀半ば以降に行われるようになった。それらの遺跡群は、人口増加や気候変動の影響を伝えている。そうした影響を伝える遺跡としてはすでにモアイで知られるラパ・ヌイ国立公園（チリの世界遺産、1995年登録）が世界遺産になっていたが、ロックアイランドは3,000年以上にわたる営みの記録という点で独特である。また、海洋景観が伝統文化と結びついているという点ではパパハナウモクアケア（アメリカ合衆国の世界遺産、2010年登録）があるが、そちらが宗教性や象徴性に力点を置くのに対し、ロックアイランドの価値は、漁撈や村落といった生活面に力点が置かれる点で異なる。

## 自然的要素

### マリンレイク群

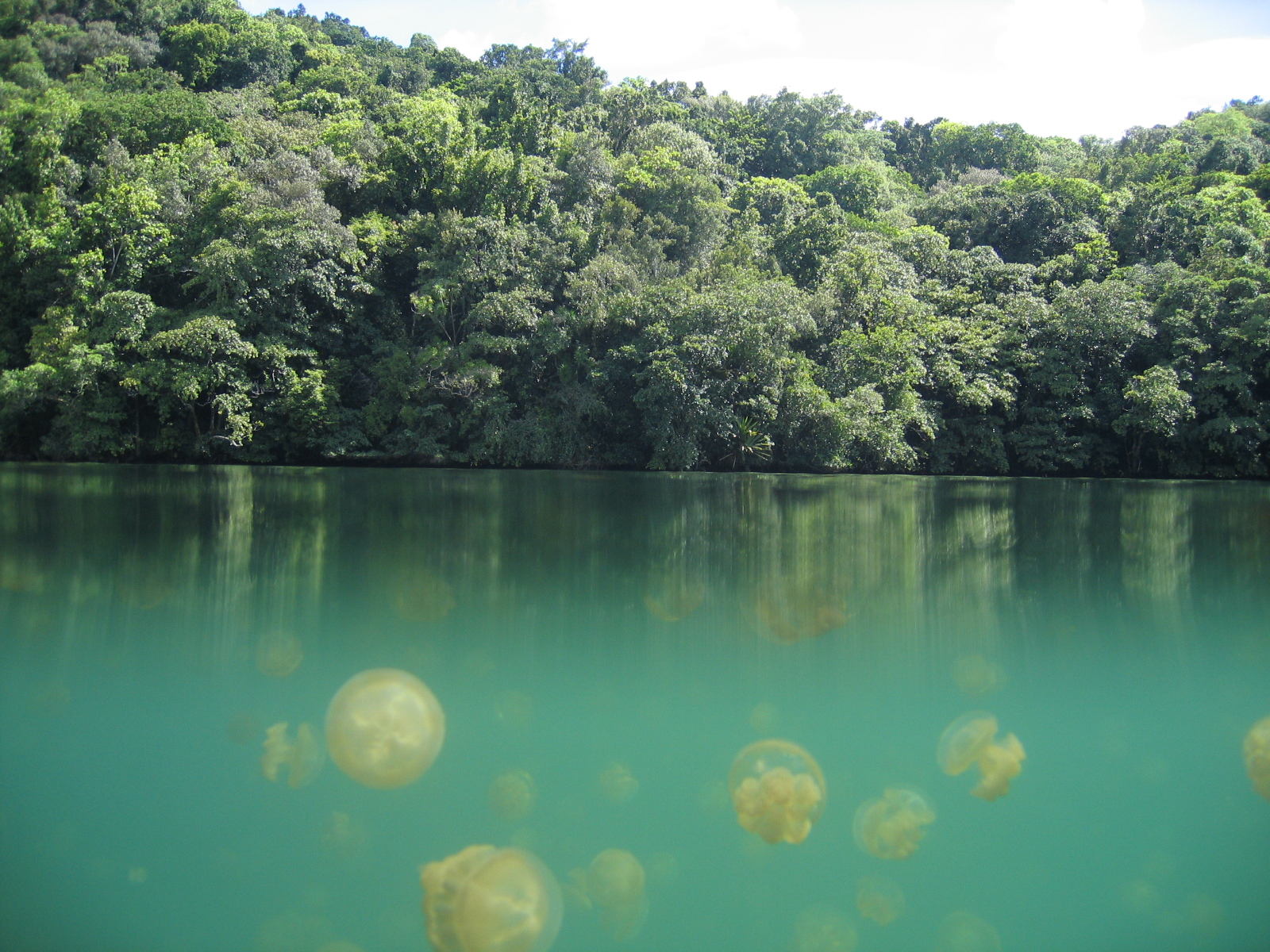
ジェリーフィッシュレイクとクラゲたち

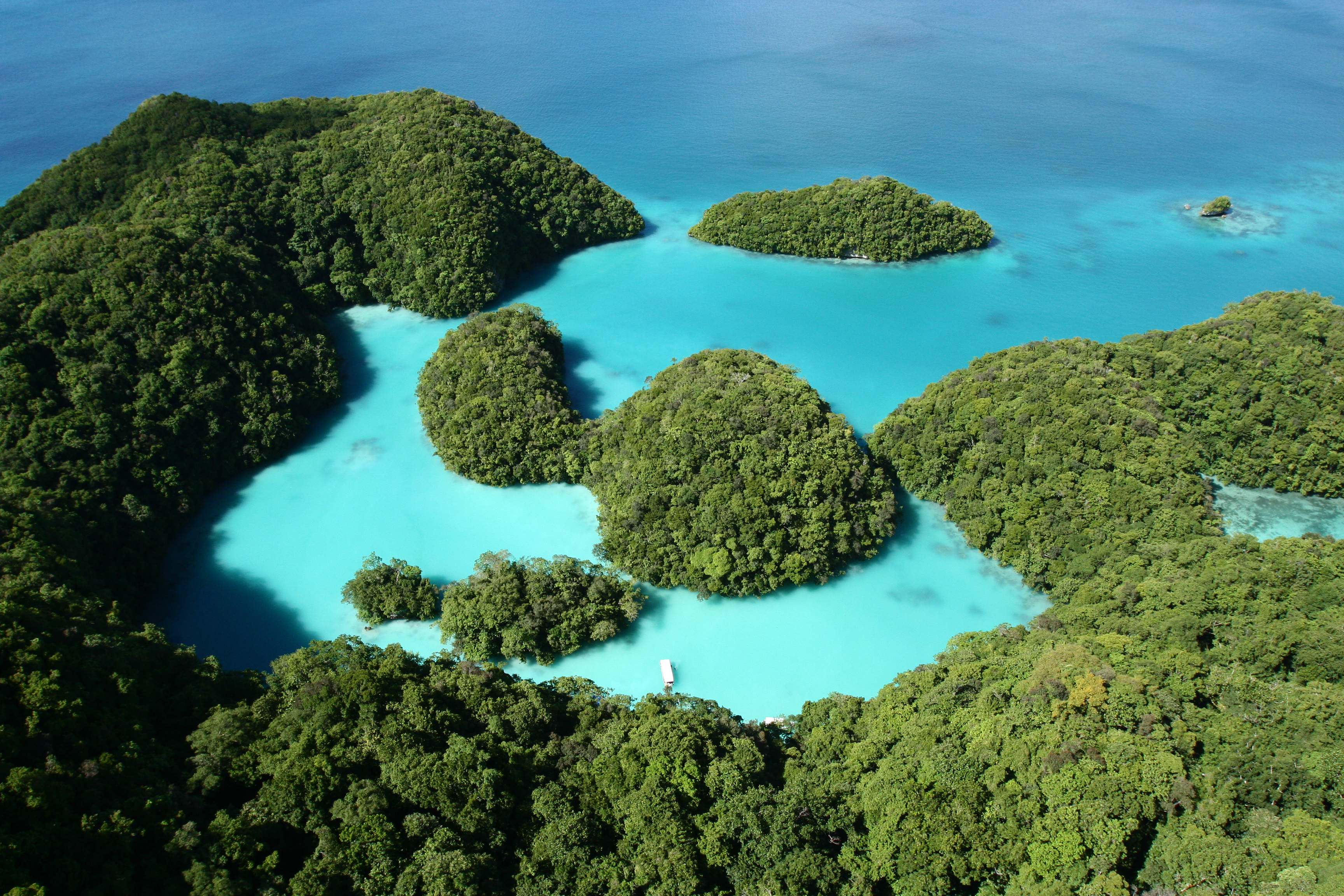
ミルキーウェイ

ロックアイランドの形成は、中新世に始まった。その地形で特徴的なのがマリンレイク（marine lakes）の存在である。マリンレイクは陸地によって海と隔てられているが、湖底が海とつながるなどして海水が混じっている汽水湖である。それらの中には、コロール島の南に位置し、固有名詞となっている「マリンレイク」（Marine Lake）がある。静かな中で鳥の声が響く森林に囲まれたその「マリンレイク」には、カニハゼ、テッポウウオ、ニシキテグリ、マンジュウイシモチ、ヤスジチョウチョウウオなどのほか、固有種としてニードルスパインコーラルゴビーが棲息している。
マカラカル島のジェリーフィッシュレイクは、『ナショナルジオグラフィック』誌の紹介を契機として、国際的な知名度を獲得した。その名の通り、タコクラゲの亜種などが多く棲息している。
ほかに、マリンレイクの一種とされる、石灰質の泥によって乳青色に濁った水面が見られるミルキーウェイなどもあり、その白い泥は化粧品などに利用されている。
ロックアイランドは、世界に約200あるとされるマリンレイクのうち、約4分の1を擁しているというだけでなく、それが他の地域と違い、ごく限られた範囲に密集しているという特色がある（下表参照）。
| 名称                           | 所在地       | 位置づけ               | マリンレイクの数 | 存在する範囲（ha） |
| ------------------------------ | ------------ | ---------------------- | ---------------- | ------------------ |
| ロックアイランド群と南ラグーン | パラオ       | 世界遺産（2012年登録） | 52               | 85,900             |
| ハロン湾                       | ベトナム     | 世界遺産（1994年登録） | 47               | 150,000            |
| ラジャ・アンパット諸島         | インドネシア | 世界遺産暫定リスト     | 約40             | 5,000,000          |

### ラグーン
ロックアイランド群を囲むラグーンには、多くの海洋生物が生きている。パラオはシュノーケリングやスキューバ・ダイビングの名所として知られており、世界遺産登録範囲内にも人気のあるダイビング・スポットが多く存在している。主なものを以下に例示する。
ダイビング・スポットの中でも特に人気で、魚類の数・種類・遭遇率といった様々な点で世界的に見ても優れているとされるのがブルー・コーナーである。ガムリス島に近いこのポイントではギンガメアジやタツカマスの大群が見られるほか、メガネモチノウオ（絶滅危惧種）、アカモンガラ、アケボノハゼ、ウメイロモドキ、カスミチョウチョウウオ、シコンハタタテハゼ、マダラタルミ、ヨコシマサワラ、ジンベエザメ（危急種）、ネムリブカ、オグロメジロザメ、シュモクザメなどを見ることができる。
ウーロン島周辺にはウーロン・チャネル、シアス・コーナー、シアス・トンネルなどのダイビング・スポットが存在する。これらのスポットでは、ギンガメアジ、ナンヨウツバメウオ、オオメカマス、オグロメジロザメ、シュモクザメなどを見ることができる。
ジャーマン・チャネルは、ガムリス島の北東にある、人為的に掘削された水路である。周辺の景観美が優れており、マンタを目にしやすいことからダイビング・スポットとしても人気がある

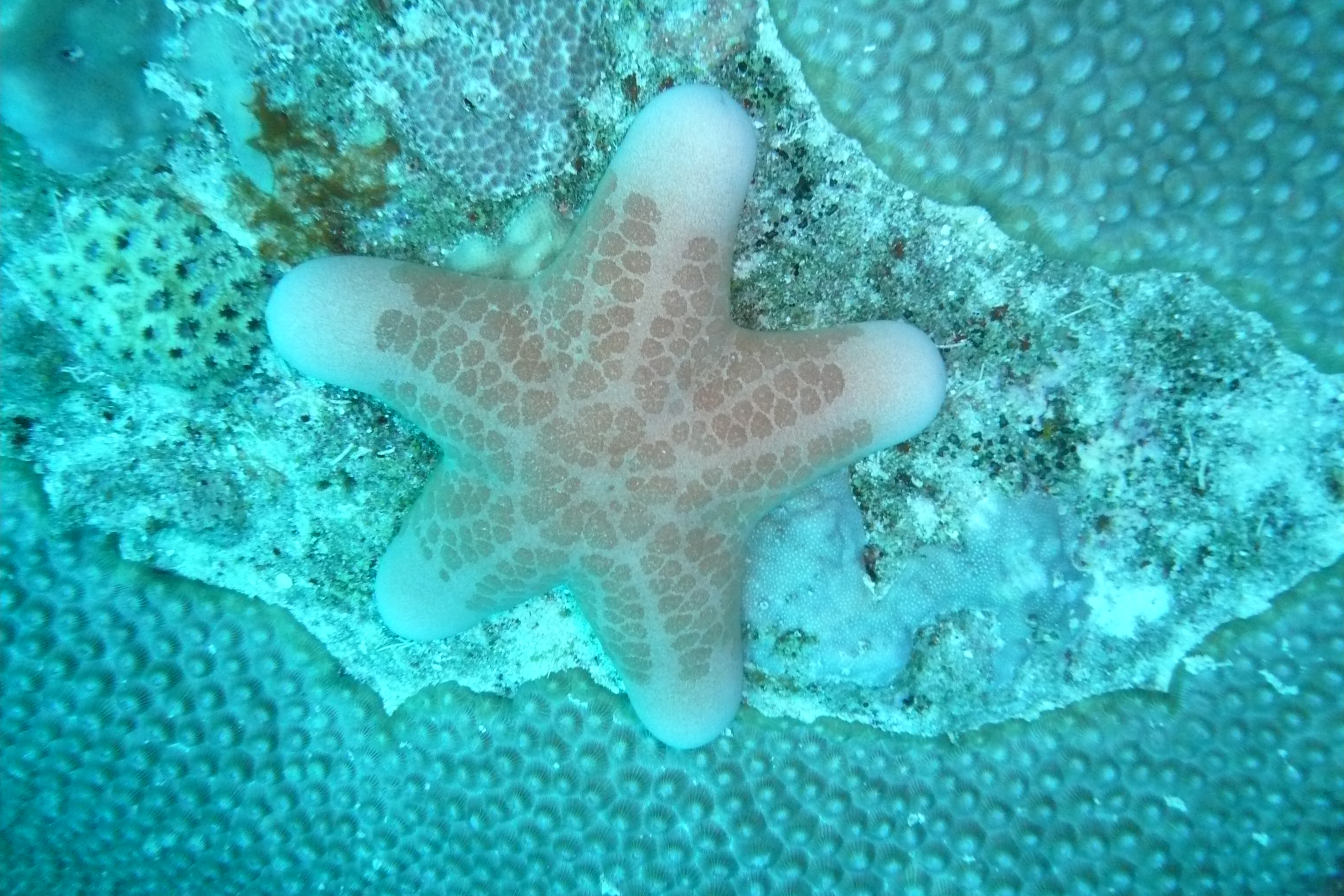
ウーロン・チャネル
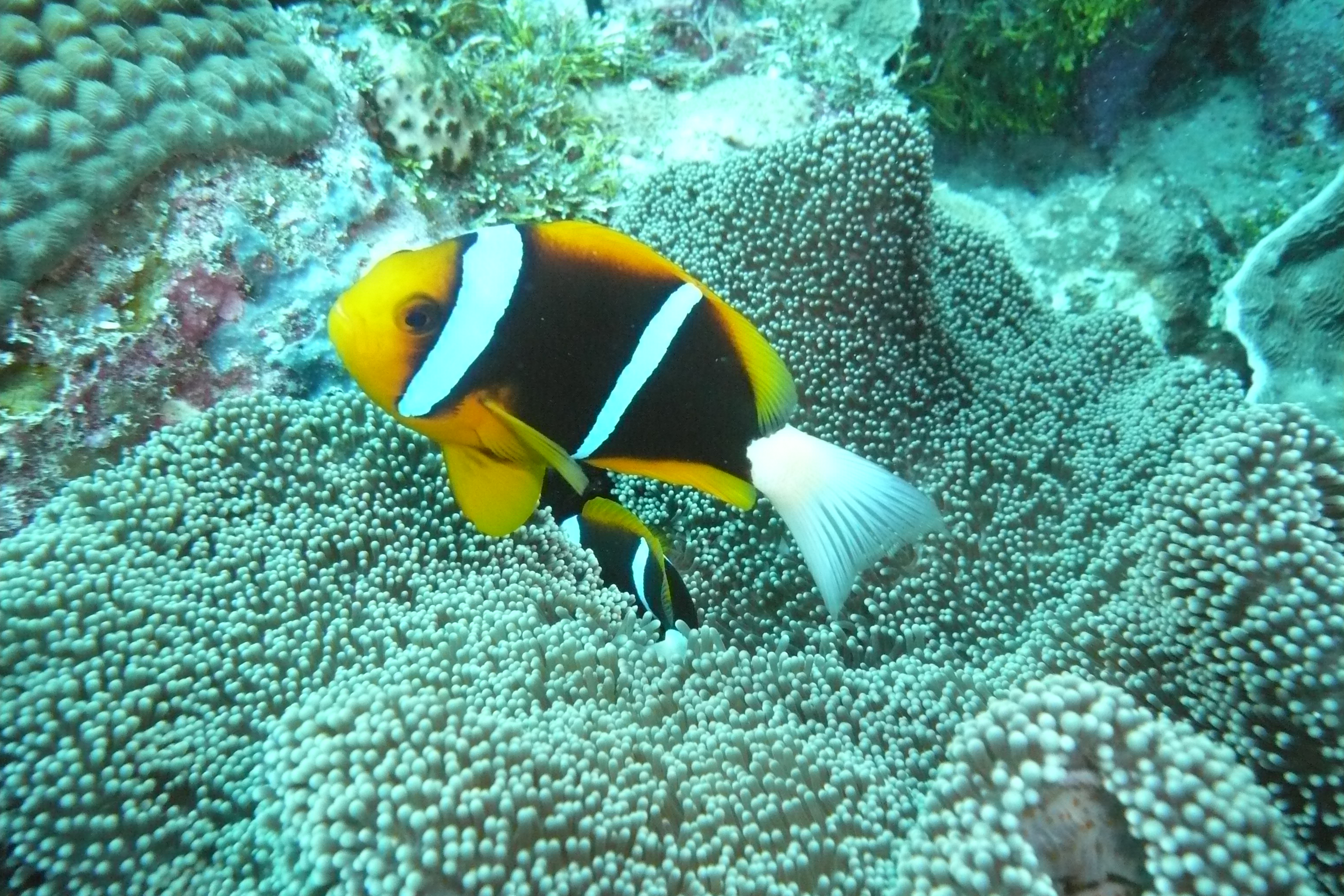
シアス・トンネル
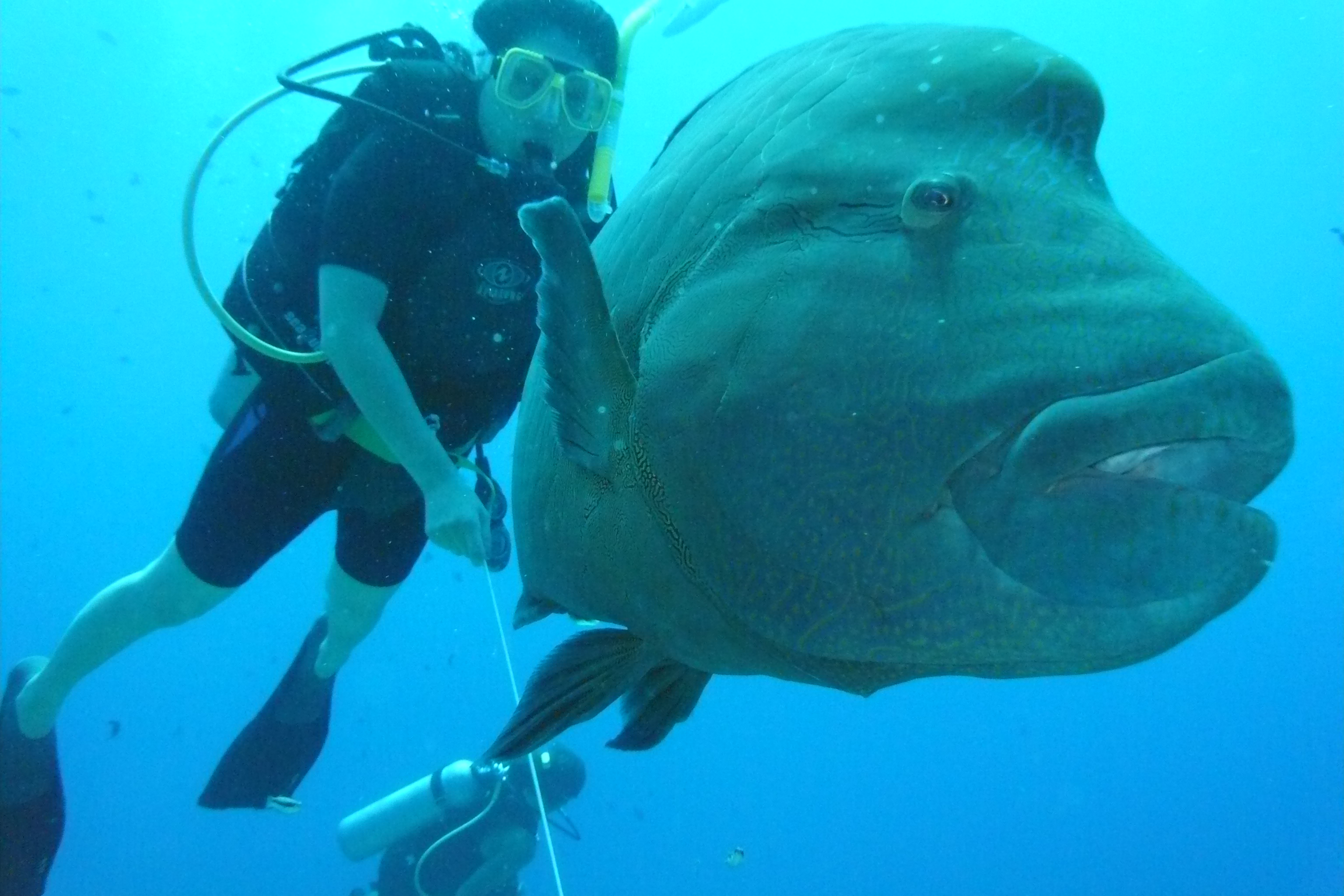
ブルー・コーナーのメガネモチノウオ
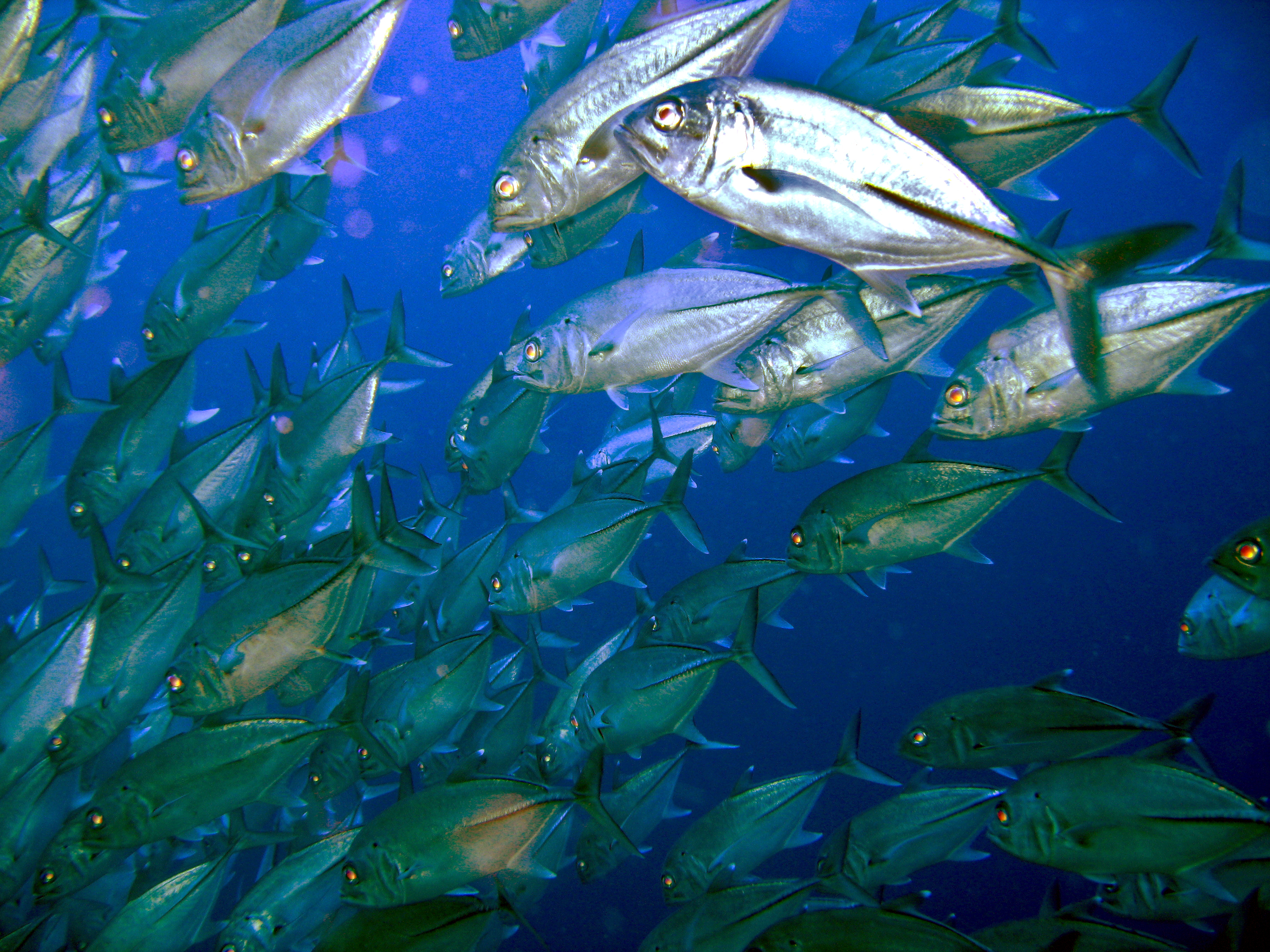
ギンガメアジの群れ
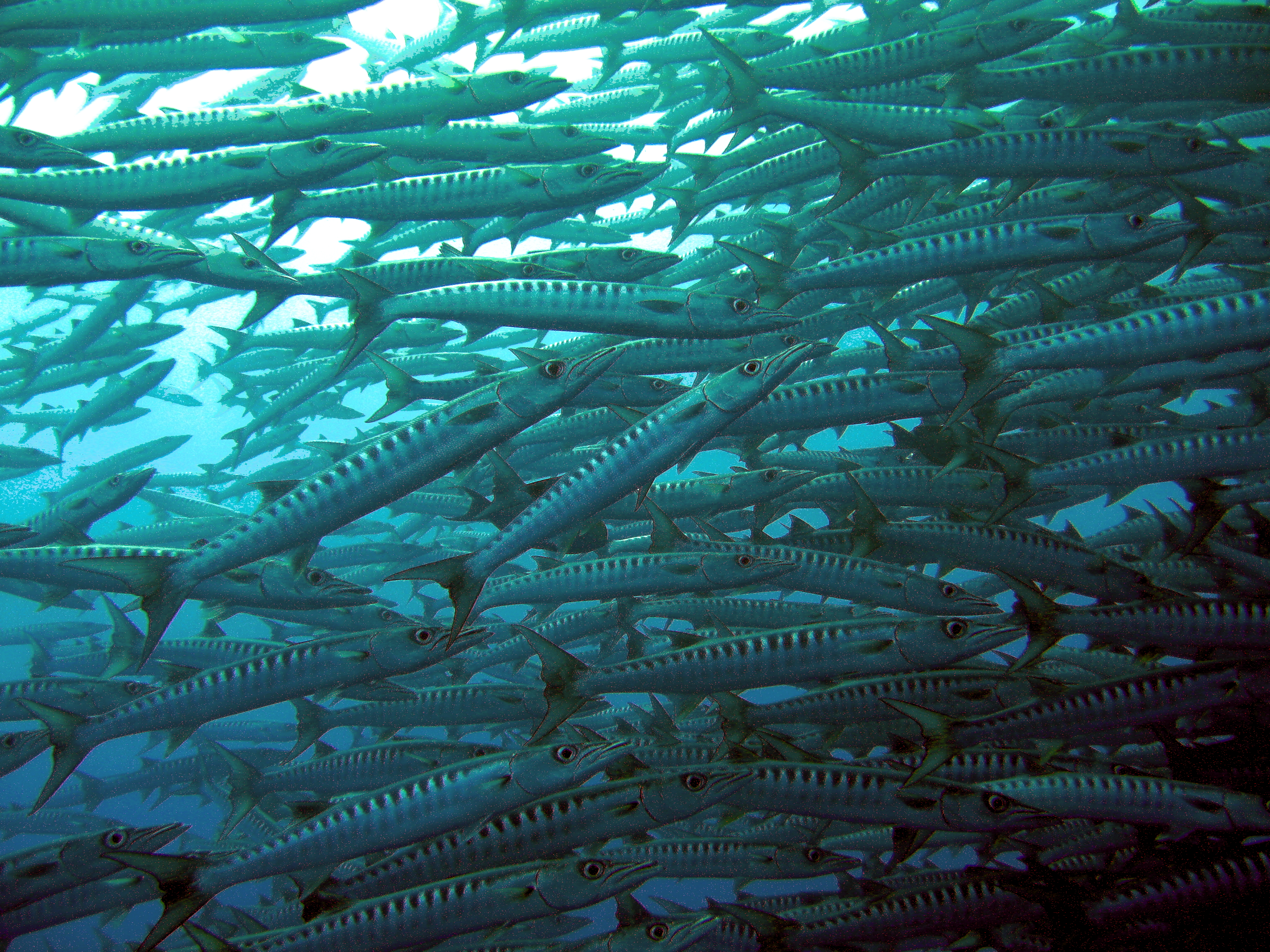
カマスの群れ

### 生物相の概要
ロックアイランドではパラオに生息する動植物のかなりの部分が見られる。大まかに表にまとめると以下の通りである。
|                   | パラオ全域に存在する種 | うち世界遺産登録範囲に存在する種 |
| ----------------- | ---------------------- | -------------------------------- |
| 鳥類              | 151                    | 53                               |
| 植物の固有種      | 130                    | 55                               |
| 魚類 （うちサメ） | 1350以上 （17）        | 746以上 （13以上）               |
| 軟質サンゴ        | 150                    | ほとんど                         |

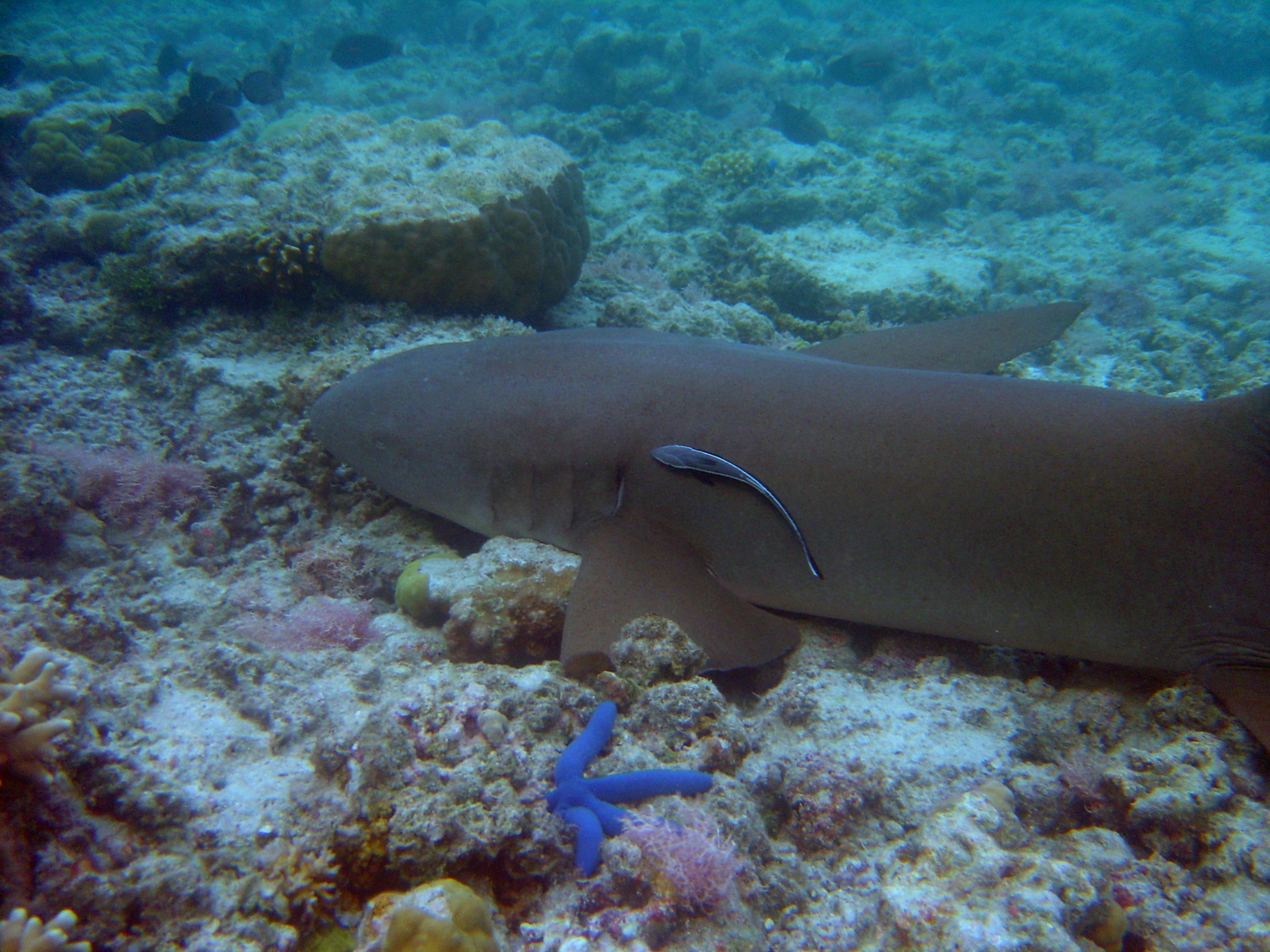
パラオのオオテンジクザメ

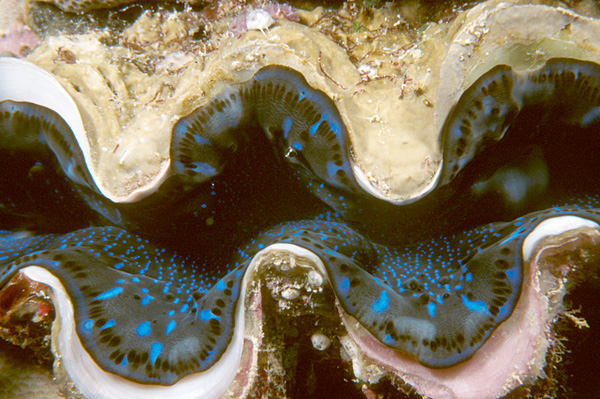
パラオのオオジャコガイ

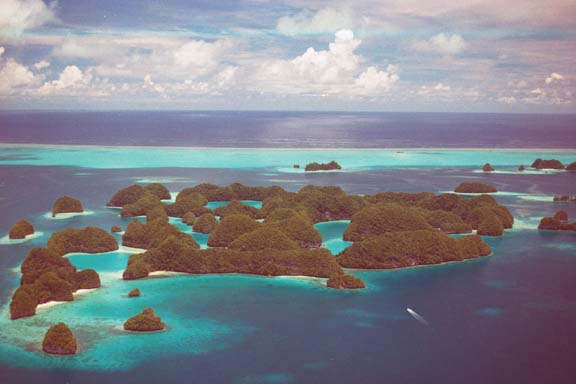
セブンティ・アイランド

なお、上記のラグーンで挙げた以外の希少な生物としては、以下のような例を挙げることが出来る。
- 危急種
  - ジュゴン
  - トラフザメ
  - ニタリ
  - イタチザメ
  - オオテンジクザメ
  - カンムリブダイ
  - オオジャコガイ（英語版）
  - ヒレナシシャコガイ（英語版）
- 絶滅危惧種
  - パラオオオコウモリ（英語版）（オオコウモリの一種）
  - ミニオサシオコウモリ（英語版）（ココウモリの一種）
  - マリアナツカツクリ
  - アオウミガメ
- 絶滅寸前
  - タイマイ

などを挙げることが出来る。なお、ロックアイランドでもひときわ美しい場所として知られるのがセブンティ・アイランドだが、その周辺はタイマイの繁殖地であり、野生生物保護区として一般人の立ち入りが規制されている。保護されていることによって、タイマイはセブンティ・アイランド周辺にとどまらず、パラオの海に広く棲息している。

## 登録基準
この世界遺産は世界遺産登録基準のうち、以下の条件を満たし、登録された（以下の基準は世界遺産センター公表の登録基準からの翻訳、引用である）。
- (3) 現存するまたは消滅した文化的伝統または文明の、唯一のまたは少なくとも稀な証拠。

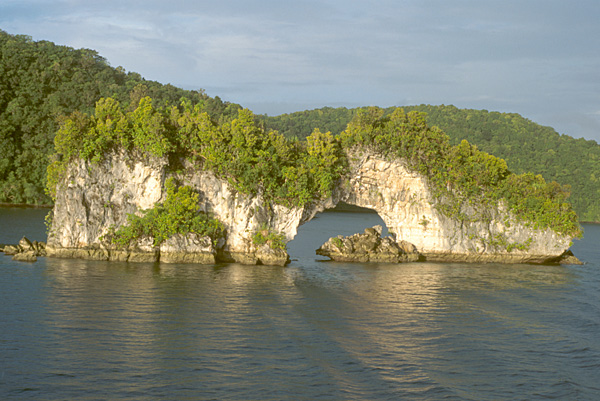
ナチュラル・アーチ

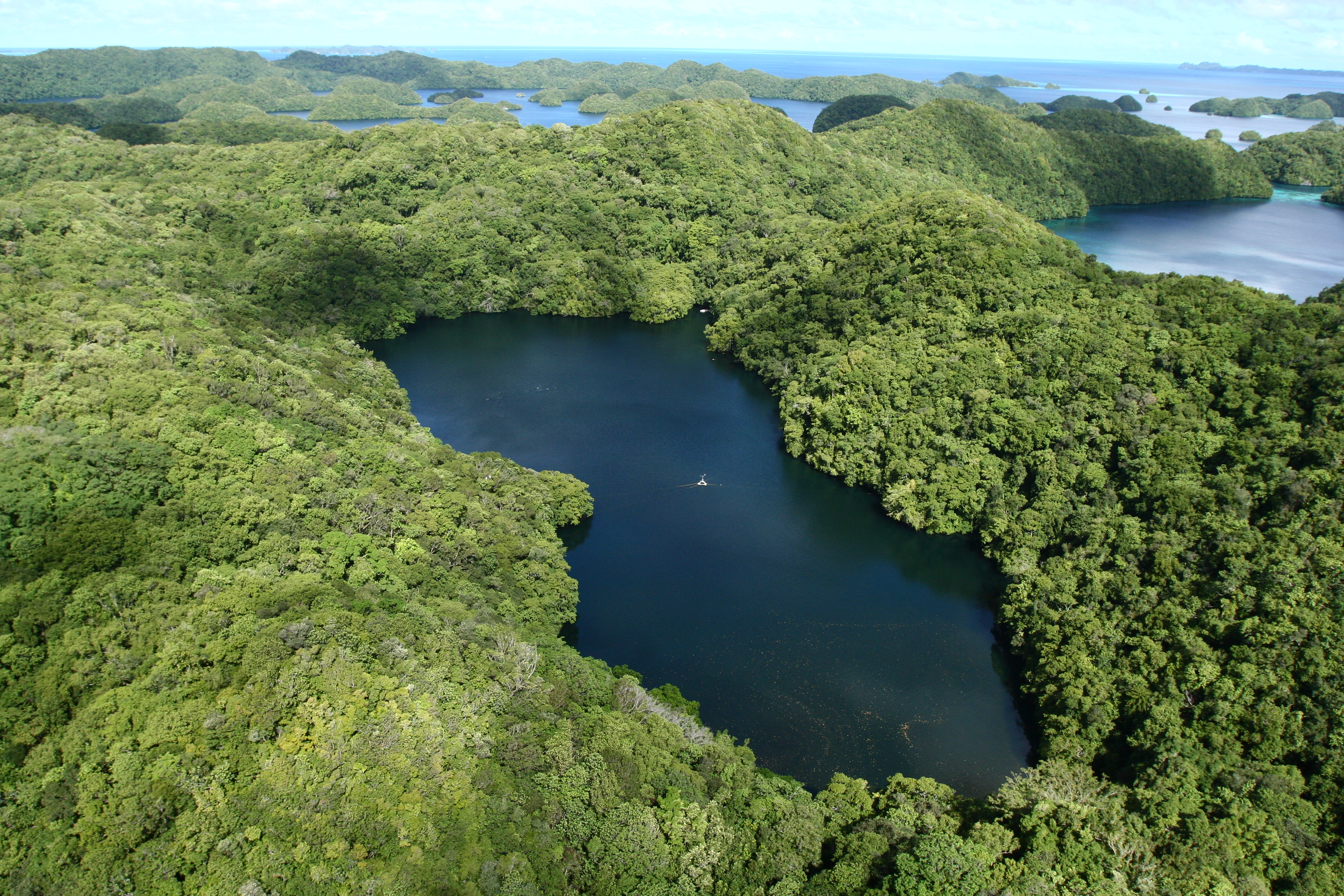
ジェリーフィッシュレイク

  - 世界遺産委員会ではこの基準の適用理由について、「ロックアイランドの洞窟の堆積物、埋葬地、岩絵、放棄された石造村落の遺構、貝塚は、およそ3千年紀におよぶ小島嶼共同体の組織と彼らの漁撈生活との傑出した例証を備えている」[36]と説明された。

- (5) ある文化（または複数の文化）を代表する伝統的集落、あるいは陸上ないし海上利用の際立った例。もしくは特に不可逆的な変化の中で存続が危ぶまれている人と環境の関わりあいの際立った例。
  - 世界遺産委員会ではこの基準の適用理由について、「17、18世紀に起きたロックアイランドの村落群の放棄は、ロックアイランド群と南ラグーンにおける漁撈活動の痕跡と人々の定住跡によって示されており、気候変動及び人口増加が辺境の海洋環境に息づいていた社会の生計挙動とどう関わり、どのような結果をもたらしたのかをとてもよく説明している」[36]と説明していた。

- (7) ひときわすぐれた自然美及び美的な重要性をもつ最高の自然現象または地域を含むもの。
  - 世界遺産委員会ではこの基準の適用理由について、「ロックアイランド群と南ラグーンは、相対的に限られた区域内に傑出して多様な生息域を含んでいる。堡礁、裾礁、水路（中略）および数と深さの点で世界一のマリンレイク群は、種類も数も豊富な海洋生物の住処になっている。ドーム型で緑色のロックアイランド群は、あたかも珊瑚礁に囲まれた紺碧のラグーンに浮かんでいるかのごとくで、類まれな美的価値を有している」[37]と説明していた。

- (9) 陸上、淡水、沿岸および海洋生態系と動植物群集の進化と発達において進行しつつある重要な生態学的、生物学的プロセスを示す顕著な見本であるもの。
  - 世界遺産委員会はこの基準について、「ロックアイランド群と南ラグーンは、世界の他の地域には見られない52のマリンレイク群を擁している。さらに、この資産のマリンレイク群は異なる地学的・生態学的発展段階に属している」「こうした特徴は、海洋生態系と動物群集が、どのように発展し、進化や種分化の科学的研究のための『自然の研究室』として価値のある湖沼群を形成したのかについて、顕著な例証を示すものである」[37]等と説明した。

- (10) 生物多様性の本来的保全にとって、もっとも重要かつ意義深い自然生息地を含んでいるもの。これには科学上または保全上の観点から、すぐれて普遍的価値を持つ絶滅の恐れのある種の生息地などが含まれる。
  - 世界遺産委員会ではこの基準について、「ロックアイランド群と南ラグーンは、傑出して高度な生物学的・海洋的な生息地の多様性を備えている」とし、「パラオで絶滅が危惧される大形動物相の全て、すなわち746種の魚類、385種以上のサンゴ、少なくとも13種のサメ・マンタ、7種のシャコガイと固有種のオウムガイが、登録範囲内に見られる。そして、島々の森林は、鳥類、哺乳類、爬虫・両生類相についてはパラオの固有種の全てを、植物については約半分を擁している」[37]ことなどを挙げた。

## 観光
ロックアイランドはダイビングやシュノーケリングに関して世界最高レベルの人気スポットであり、推薦書作成のころに年間8万人にのぼったパラオへの観光客のうち、実に8割もの人々がそれらを目的としてロックアイランドを訪れると見積もられていた。ロックアイランドは、日本の『マリンダイビング』誌では、海外のダイビング・スポット読者人気投票1位を獲得したこともある。
ダイビングには許可証の取得が必要になるなど、規制は存在しているが、ICOMOSは、世界遺産登録範囲を長期的視点で脅かす主因として、気候変動とともに観光を挙げた。